# ロックンロール (秀吉のアルバム)
『ロックンロール』は、秀吉の3枚目のオリジナルフルアルバム。2016年8月3日にsirosiba record.からリリースされた。

## 概要
秀吉にとっての3枚目となるオリジナルフルアルバム。会場限定でリリースされた手づくり盤「プリアルバム#1,#2」収録の「ナイフ」「まっくらやみの中で」を含む全10曲。
前作のミニアルバム「アトノオト」リリース後から約1年、フルアルバムとしては1年８ヶ月振りのリリースであり、自身のレーベル『sirosiba record.』からの作品である。
ゲストミュージシャンとして地元・群馬の盟友であるLACCO TOWERの真一ジェットとG-FREAK FACTORYのサポートなどを務める鴨居哲也がキーボードで参加するほか、ゲスの極み乙女。とindigo la Endのサポートメンバーとしても知られるえつこ（katyusha）が全曲のコーラスを担当している。
地元群馬のラジオ局、FMぐんまでは8月3日（水）19:00より秀吉を特集した特別番組をオンエア予定。番組ではメンバーによるアルバム収録曲紹介のほか、松井常松（ex-BOØWY）、清水依与吏（back number）、茂木洋晃（G-FREAK FACTORY）、LACCO TOWER、The Winking Owl、MAKOTO & DAIKI（HER NAME IN BLOOD）、LILY、川合亮太郎（Ivy to Fraudulent Game）ら彼らを慕う群馬出身のアーティストからのコメント、柿澤秀吉（Vo, G）と海北大輔（LOST IN TIME）の対談などが放送された。。
アルバムジャケット写真はカメラマンの中島未来、デザインはフクモトエミによるものである。

## エピソード
- 秀吉史上初めて、クラウドファンディングを利用しての制作が行われた。
- ジャケットやアーティスト写真は柿澤と町田の故郷で撮影された。

## 収録曲
（全作詞・作曲：柿澤秀吉、編曲：秀吉）
1. 明日はない
本作のリードトラック。
MVが存在する。
2. 叫び
メンバー曰く"秀吉史上最速曲"である。
仮タイトルは「リンチ」だった。
3. 潮騒
ヘヴィーなリフから始まる曲。
4. 明けない夜
ラップが取り入れられている。（インタビューでは"ラップ風なだけですけど（笑）"と語っている。）
5. ヌル
レゲエ〜ダブ調の曲。
6. ナイフ
会場限定手づくり盤「プリアルバム#1」収録曲。新たに録音され収録。
7. はなればなれのそのあとで
神保曰く"今作で最も秀吉らしい曲"。
8. ロックンロール
アルバムタイトルトラックである。
コードと雰囲気だけ決めて最初に合わせた時点で形になっていたという。
9. メリーゴーランド
曲中の"語り"は柿澤によるものである。
10. まっくらやみの中で
会場限定手づくり盤「プリアルバム#2」収録曲。新たに録音され収録。